# Fabryka Guzików S. Jabłońskiego przy ul. Ratajczaka w Poznaniu
Fabryka Guzików S. Jabłońskiego przy ul. Ratajczaka w Poznaniu – dawna fabryka guzików usytuowana na obszarze centrum Poznania przy ul. Franciszka Ratajczaka, dawniej ul. Rycerskiej (niem. Ritterstrasse).

## Historia
Pod koniec XIX wieku działka należała do braci Lesserów. Prowadzili oni na Wildzie fabrykę maszyn rolniczych, a na Ratajczaka 16 w podwórzu mieli magazyn i zakład naprawczy. W 1920 roku Towarzystwo Akcyjne Hipolita Cegielskiego wykupiło firmę Lesserów i zostało właścicielem zakładu, kamienicy i zabudowań w podwórzu, gdzie ulokowało swoje magazyny. Połączono wtedy działkę z parcelą, na której stała kamienica pod nr 14, należąca do rodziny Czartoryskich. Mieściła ona biura i mieszkania, a w zabudowaniach w podwórzu znajdował się skład cygar i papierosów Jana Miklaszewskiego; działało Poznańskie Przedsiębiorstwo Węglowe Braci Szymańskich i pracownia futer Władysława Pawełka. Poza tym funkcjonował Dom Rolniczo–Handlowy Koczorowski A. i Ska, firma Czarliński Leon i Ska sprzedająca maszyny rolnicze oraz Fabryka Guzików S. Jabłońskiego, która była najdłużej działającym przedsiębiorstwem w tym miejscu. Przed I wojną światową znanym pod nazwą Metallenwarenfabrik S. Jablonski GmbH Posen. Fabryka produkowała odlewane z mosiądzu guziki dla wojska i służb mundurowych. Odbiorcami guzików były także (prawdopodobnie) znajdujące się w pobliżu Małe Koszary Artyleryjskie na terenie tzw. składnicy artyleryjskiej, mieszczące się obecnie na rogu Ratajczaka i Powstańców Wielkopolskich. Po odzyskaniu przez Polskę niepodległości nazwę fabryki zmieniono na „S. Jabłoński S. z o.o. Poznań”.
Po II wojnie światowej z zabudowań podwórzowych ocalały tylko budynki pod nr 14. Rozpoczął tu działalność zakład produkujący ordery i medale. W latach 1959–1977 działała w tym miejscu Fabryka Galanterii Metalowej „Pogamet”. Po tym okresie zabudowania służyły jako magazyny, a także wykorzystywane były w celach handlowych.
W dawnej fabryce guzików mieści się Wojewódzki Sąd Administracyjny w Poznaniu, który zajmuje także budynki pod numerami 10 i 12. W latach 2009–2010 ze względu na rozbudowę sądu zaczęto porządkowanie terenu. Następnie część zabudowań niebędących zabytkami została poddana rozbiórce. Pod nr 12 w podwórzu powstał nowoczesny kilkukondygnacyjny budynek mieszczący podziemny garaż. Połączono go łącznikiem z zabytkowymi zabudowaniami, w których odrestaurowano skrzydła wschodnie i północne. Natomiast południowe skrzydło zostało rozebrane, a następnie odtworzone je na nowo.

## Architektura
Zabudowania w podwórzu przy ul. Ratajczaka 14 zbudowane zostały w stylu łuków odcinkowych (niem. Segmentenbogenstil), w bardzo uproszczonej formie. Skupiono się głównie na konstrukcji i funkcji, jaką budynek miał spełniać, a dekoracje ograniczono. Powodem mogło być usytuowanie budynku, który nie był widoczny od frontu ulicy, tylko schowany na tyłach podwórza. Obecnie obiekt należy do Wojewódzkiego Sądu Administracyjnego w Poznaniu i służy m.in. jako centrum szkoleniowe.